# Танімбар
7°30′ пд. ш. 131°30′ сх. д. / 7.5° пд. ш. 131.5° сх. д.
Танімбар — архіпелаг в східній частині Індонезії. Адміністративно входить до провінції Малуку і є частиною Молукських островів.

## Географія
Архіпелаг складається з 65 островів. Найбільші острови — Ямдена (2981 км²), Селару (775 км²), Ларат (515 км²), Селу (230 км²), Валіару (220 км²). На північний схід від Танімбара знаходяться острови Ару і Кай, на заході — Тимор і Бабар. На північному заході архіпелаг омиває море Банда, на півдні — Арафурське море. Найбільше місто Саумлакі знаходиться на півдні острова Ямдена (населення 12452 осіб).
На островах вирощують рис, кукурудзу, кокосові пальми, банани та манго, розводять свиней.